# Château Nairac

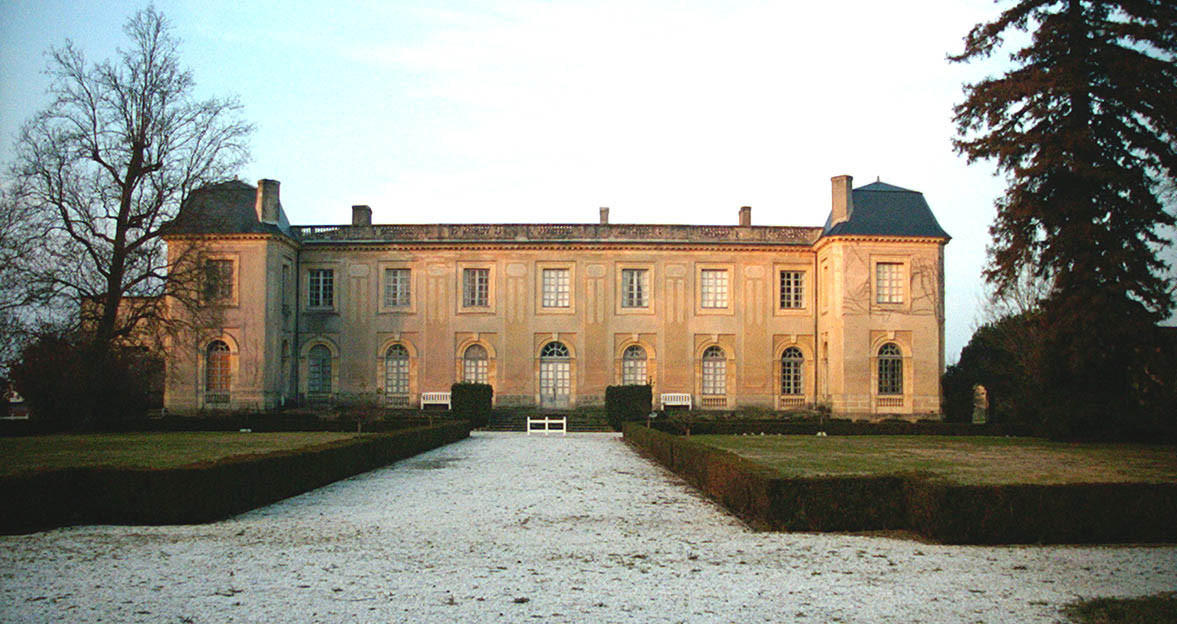
Château Nairac

Das Weingut Château Nairac liegt nahe der Route nationale 113 in der Gemeinde Barsac im Département Gironde in der Region Aquitanien in Frankreich. Es wurde bei der Bordeaux-Klassifizierung im Jahre 1855 als „Deuxième Cru Classé“ klassifiziert. Das Château liegt relativ niedrig, nahe der Garonne, die bei Hochwasser das Gelände fluten kann, was 1981 der Fall war.
Auf 17 Hektar Rebfläche (andere Quellen nennen 16 oder 15 ha) werden 90 % Semillion, 6 % Sauvignon Blanc und 4 % Muscadelle angebaut und drei Jahre in zu 100 % neuen Eichenfässern ausgebaut. Das Ergebnis ist ein für den Bereich Sauternes typischer edelsüßer Wein mit langer Lagerfähigkeit. Der Zweitwein des Hauses ist der Esquisse de Nairac.

## Geschichte
Das Gebäude lässt sich auf das Jahr 1777 datieren, die Ursprünge des Weinbaus liegen aber bereits in der Mitte des 17. Jahrhunderts unter André Duranceau. Nach mehreren Besitzerwechseln erwarb Élysée Nairac das Grundstück; das direkt anschließend gebaute Château besteht in dieser Form bis heute (2014).
Zwei unverheiratete Töchter Nairacs führten den Besitz weiter bis in die 1840er Jahre. Bernard Capdeville, gleichzeitig Besitzer von Château Broustet, war der nächste Besitzer bis zu seinem Tod 1861. Broustet und Nairac wurden danach getrennt geführt.
Es gab nach 1861 eine Reihe von Besitzerwechseln, und durch Vernachlässigung drohte das Château zu verfallen. Die Weinstöcke wurden nach Frostschäden im Februar 1956 neu gepflanzt.
1971 wurde Nairac von einem jungen US-amerikanischen Ehepaar namens Heeter erworben, das Château Giscours befindet sich im Besitz der Familie der Ehefrau. Mit großem Aufwand wurden Weinberg und Kellertechnik modernisiert. Hierbei stand der Önologe Émile Peynaud als Berater zur Seite. Seitdem werden die Eichenfässer jedes Jahr erneuert.
1986 wurde die Ehe geschieden, und die Leitung vom Sohn Nicolas Tari-Heeter übernommen.
Im Archiv des Château werden die Jahrgänge 1798 und 1811 als herausragend aufgeführt. Der kleine Johnson 2010 listet die Jahrgänge 1997, 2002 und 2004 als „bevorzugt zu genießen.“